# Consociatio Internationalis Musicae Sacrae
Consociatio Internationalis Musicae Sacrae (ve zkratce CIMS), česky Mezinárodní sdružení pro duchovní hudbu, je papežská komise zřízená papežem Pavlem VI. dne 22. listopadu 1963 za účelem péče o zdárný a správný vývoj duchovní hudby. Podle statutu z roku 1979 je organizačně podřízeno Kongregaci pro bohoslužbu a svátosti římské kurie. Kromě úsilí o odborně orientovanou výchovu a vzdělání církevních hudebníků se věnuje také pořádání mezinárodních sympózií o duchovní hudbě.
CIMS sídlí v Římě a bylo kanonicky zřízeno listem Nobile subsidium Liturgiae, vydaným na svátek sv. Cecilie dne 22. listopadu 1963.

## Sympózia o duchovní hudbě
V roce 1950 dal Svatý stolec podnět k pořádání mezinárodních kongresů o duchovní hudbě (Řím 1950, Vídeň 1954, Paříž 1957, Kolín nad Rýnem 1961). Po druhém vatikánském koncilu pokračuje v organizování těchto kongresů podle svých statut právě tato římská mezinárodní organizace CIMS.
Následovaly V. a VI. kongres v Chicagu-Milwaukee (1966) a v Salcburku (1974). Mezitím se konala sympozia o aktuálních otázkách duchovní hudby: Salcburk, Maastricht, Le Mans, Řím, Bozen, Fontgombault, Sao Paulo a Washington.
Díky přípravným pracím na hudebně-etnologickém sympoziu v Římě (1975) mohl být v roce 1978 založen mezinárodní ústav pro hymnologicka a hudebně-etnologická studia (Institut für hymnologische und musikethnologische Studien) v Kolíně nad Rýnem, který má pracoviště v Haus der Kirchenmusik v Maria Laach. Tematika a zaměření tohoto ústavu, tj. hudebně-etnologický výzkum, určily volbu tématu pro VII.mezinárodní kongres v roce 1980 a měly vliv na volbu sousedního hlavního města SRN Bonnu jako místa konání kongresu.
V roce evropské hudby 1985 – tedy 35 let po I. mezinárodním kongresu o duchovní hudbě – se konal opět v Římě VIII. mezinárodní kongres o duchovní hudbě, a to ve dnech 17. až 23. 1istopadu. Během kongresového týdne bylo papežem Janem Pavlem II. posvěceno nové sídlo pro Pontificio Istituto di Musica Sacra (ústav založil v roce 1911 papež sv. Pius X.) v budově někdejšího opatství S. Girolamo. Zde je nyní též sídlo CIMS, který zde v roce 1988 uspořádal III. hudebně-etnologické sympozium. Pravidelné generální shromáždění se konalo v roce 1990 v Augsburku vzhledem k mezinárodně příkladnému charakteru tamějších církevně-hudebních struktur a pro liturgickou i uměleckou úroveň hudby v tomto biskupském sídle.
III. mezinárodní sympozium na téma Musica sacra a brazilská kultura se konalo v jubilejním roce objevení Ameriky 1992 v Rio de Janeiro. Sympozium vedlo k velkoryse proponovanému projektu výzkumu hudby jihoamerických indiánů, podporovanému německou spolkovou vládou.
V roce 1994 se konalo sympozium o duchovní hudbě v Praze na Strahově na téma Povinnosti a možnosti výchovy a praxe v oblasti posvátné hudby ve světle učení druhého vatikánského koncilu.